# Hégésippe Simon
Pour les articles homonymes, voir Simon.

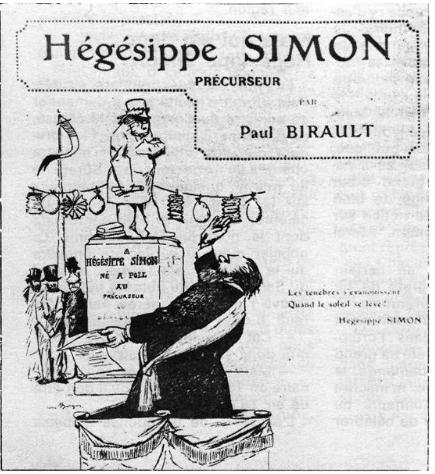
Illustration de la plaquette Hégésippe Simon, précurseur, publiée par L’Éclair et signée Paul Birault en janvier 1914.

Hégésippe Simon est un personnage inventé par le journaliste Paul Birault en décembre 1913 pour les besoins d’une mystification dont furent « victimes » de nombreux parlementaires de l’époque.

## Le montage du canular

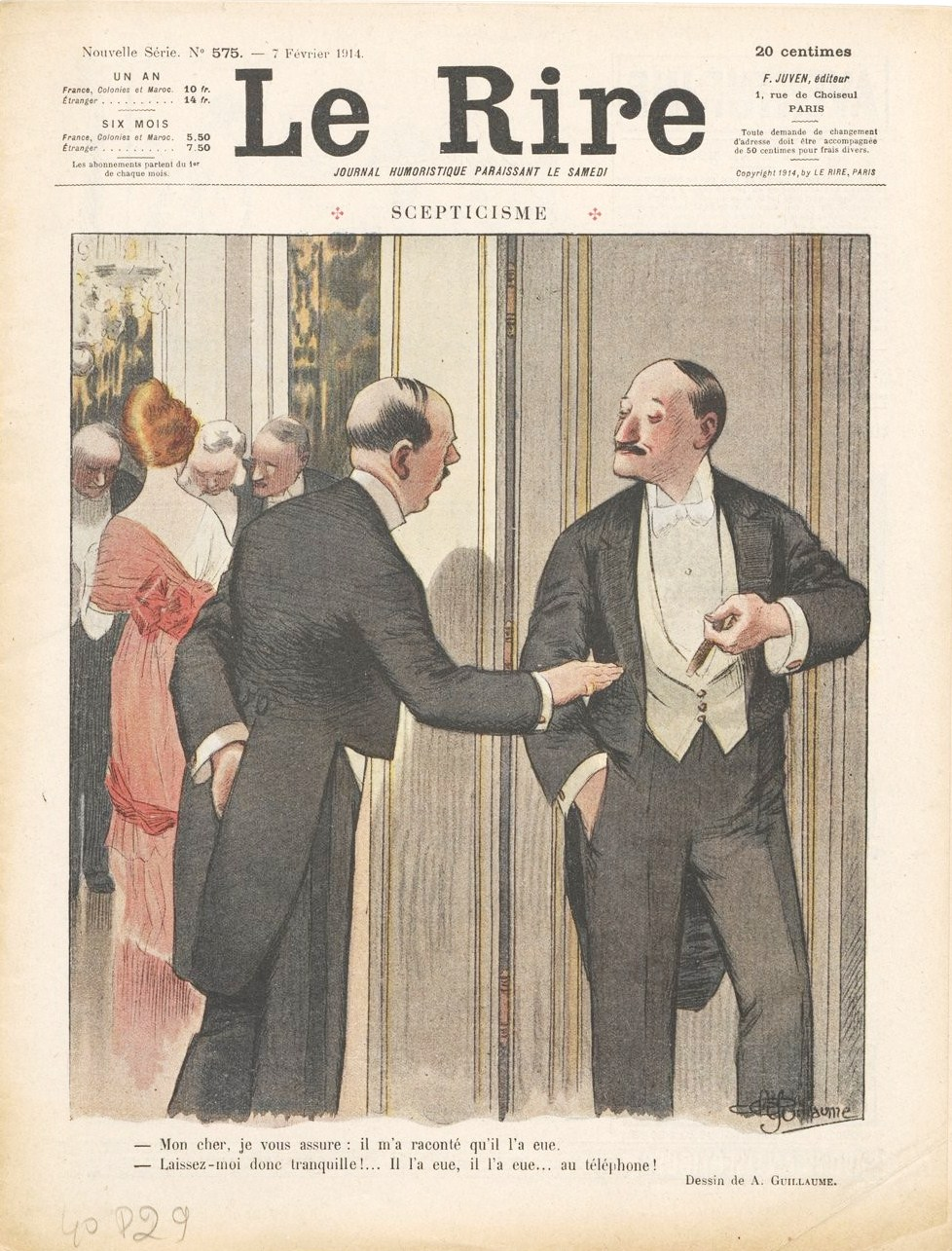
Le Rire illustre l'« affaire Hégésippe Simon » par Albert Guillaume en montrant l’embarras de certains parlementaires en pleine campagne législative (7 février 1914, BnF).

Forgeant le nom d'une personnalité supposée et calqué sur celui du poète Hégésippe Moreau, mort « oublié et de faim » en 1838, et du républicain Jules Simon, Paul Birault avait en effet créé en décembre 1913 le « Comité du centenaire d'Hégésippe Simon » et envoyé une invitation à cent parlementaires du Parti radical (choisis au hasard) et à un ministre, leur demandant de bien vouloir prendre connaissance d'un monument commémoratif entièrement souscrit, de rejoindre le comité en tant que « membre d'honneur » et de se rendre le 31 mars 1914 à Poil, dans la Nièvre, prétendument la ville natale d'Hégésippe Simon (donc « né à Poil »), pour l’inauguration de la statue de « ce grand précurseur qu’était Hégésippe Simon » né le 31 mars 1814. Ne réalisant pas que le compte rendu de cette inauguration fictive sur un personnage fictif aurait lieu la veille d'un 1er avril, certains députés n’avaient pas repéré le canular puisque Paul Birault reçut pas moins de dix-sept réponses positives, dont celle d’un député, qui deviendra par la suite président du Conseil, prétendant avoir « connu personnellement ce précurseur, ce grand Français paré de toutes les vertus républicaines »,. Il s’ensuivit donc ce genre de réponse : « Je vous autorise bien volontiers à m’inscrire parmi les membres d’honneur, mais à mon vif regret je prévois qu’il me sera sans doute difficile de me trouver à Poil le 31 mars 1914,. »
Par la suite, il relance des invitations à cent sénateurs, tout en changeant pour chacun d'entre eux le lieu de l'élévation de la statue. Parmi les personnes trompées figurent François Binet, député de la Creuse, et Charles Le Peletier d'Aunay, sénateur nivernais.
Hégésippe Simon était, d'après son créateur, un « précurseur », un « éducateur » de valeurs aussi génériques que la liberté, la démocratie, et surtout l'auteur de la phrase : « Les ténèbres s'évanouissent, quand le soleil se lève. » Cette devise, véritable lapalissade (quoique proche de la devise latine Post tenebras lux), avait été découverte par Birault dans l'article d'un quotidien signé par un célèbre vulgarisateur de l'astronomie, l'abbé Moreux.
Cependant, certains élus et ministres lancent une enquête pour établir la véracité du personnage. Ami de Guillaume Apollinaire, imprimeur de livres d'art, Paul Birault révèle finalement le canular dans l’édition du 21 janvier 1914 du quotidien L'Éclair (qui fit un tiré à part), non sans regret : « J'avais fini par croire à son existence à force d'entendre des hommes d'État prononcer son nom », disait-il. L'édition du lendemain y consacre sa une : « Comment on fonde un comité d'honneur : neuf députés, quinze sénateurs et trois conseillers municipaux veulent célébrer le centenaire d'un grand homme... qui n'a jamais existé ! ». Et le feuilleton se poursuit quelques jours : « S'il avait existé... » le 23 janvier 1914, « Où est né le précurseur ? » le 25 janvier, « Ceux qui ignoraient le précurseur » le 26 janvier, le directeur du journal Ernest Judet prenant finalement la plume le 27 janvier pour « Le dernier des Hégésippe Simon », espérant que l'exemple des infortunés crédules « avertira ceux qui cèdent quotidiennement aux enquêtes et aux interrogations, qui promettent leur concours sans examen, et accordent leur estampille au hasard ».
Toutefois, cette révélation passa suffisamment inaperçue pour qu'un magazine comme Je sais tout publié par Pierre Lafitte s'amuse à insérer en page de son sommaire au 15 mars 1914, l'annonce officielle de « l'inauguration [du] monument élevé à la gloire du précurseur Hégésippe Simon », suivie des noms de vingt personnalités dont Sacha Guitry, réputé alors pour son esprit farceur.
Le Journal des débats politiques et littéraires du 14 mai 1914 rapporte dans un compte rendu du résultat des élections législatives sur la 1re circonscription de Cambrai, que des bulletins au nom de « Hégésippe Simon, précurseur » avait été déposés près des urnes lors du second tour, et que le décompte des voix en donna 8 495 pour celui-ci, contre le candidat radical-socialiste Alfred Le Roy, qui l'emporta avec 12 038 voix sur 20 533 votants (pour 31 018 inscrits) : soit 41 % des voix pour un candidat fictif. Prévenue dans la journée seulement, la police serait intervenue pour retirer les bulletins et arrêter les distributeurs.

## Postérité
Le 1er juillet 1914, alors que la Chambre réfléchit à un projet de déménagement parlementaire depuis le palais Bourbon, la commission de comptabilité reçoit une lettre de Poil signée « Hégésippe Simon, fils » qui propose aux députés d'emménager à Poil : « Combien vous seriez mieux dans notre petite commune de Poil aux hautes frondaisons, aux épais feuillages. [...] Votez une loi, une toute petite loi... de circonstance et venez tous à Poil ! La population vous attend et vous fera fête... »
Alain Mellet, auteur du canular de la Poldévie en 1929, a rendu hommage à son prédécesseur en nommant « Cimon et Jésipe » deux évangélisateurs de ce pays imaginaire.
En 2014, un comité célébrant le centenaire de ce canular et le bicentenaire de cette personnalité supposée fut créé en France et en Italie. En juin 2017, l'académie Alphonse-Allais dépose dans le bourg de Poil une plaque en honneur d'Hégésippe Simon et de son créateur,.